# Виноградово (усадьба)
Виноградово — бывшая дворянская усадьба Московского уезда, расположенная в черте современной Москвы в районе Долгопрудной аллеи, объект культурного наследия федерального значения.
В 1790—1885 годах принадлежала Бенкендорфам.

## История усадьбы
Первое упоминание относится к 1623 году. С 1623 по 1729 годы селом Дубровки на Долгом пруду владели дворяне Пушкины. Первым из них был Гавриил Григорьевич Пушкин — предок Александра  Сергеевича Пушкина, фигурирующий в его трагедии «Борис Годунов». В 1638 году усадьба переходит по наследству внуку Гавриила Григорьевича, — Матвею Степановичу Пушкину, который владел ею полвека, пока не был сослан Петром за участие своего сына Федора в стрелецком бунте. Федор был повешен, а отец — сослан в Сибирь. С тех пор до наших дней дошли лишь фундамент храма и Долгие пруды, сооруженные для разведения рыбы и других хозяйственных нужд. Пруды получили такое название за свою большую протяженность и причудливую форму. Именно по Долгим прудам в 1900 году получила название платформа Долгопрудная, Савёловского железнодорожного направления, давшая впоследствии имя выросшему здесь городу Долгопрудному.
В 1758 году село приобрёл сановник Александр Иванович Глебов, женатый на кузине императрицы Елизаветы Петровны. Он присоединил к Виноградову соседние поместья; при нём на берегу пруда был построен дом в классическом стиле, был разбит регулярный парк; в 1772—1777 гг. на новом месте, за Дмитровской дорогой, была построена новая церковь Владимирской Богоматери — яркий образец архитектуры русского классицизма.
Выйдя в отставку, генерал-аншеф Глебов поселился в Виноградове и завещал его своей падчерице Елизавете Бенкендорф, которая в 1799 г. основательно перестроила старый дом. Во времена Глебова в усадьбе бывали Г. Державин, Н. Карамзин и другие светила Русского Просвещения. В библиотеке имелись книги с автографом А. С. Пушкина. В 1803—1804 годах здесь жил И. А. Крылов, посвятивший басни «Дуб и трость» и «Разборчивая невеста» дочери хозяев Софье.
В 1885 г. усадьбу выкупил московский купец М. Я. Бучумов, пожелавший устроить на этих землях дачный посёлок. Вместе с ветхим зданием ему досталось и всё его содержимое, к которому новое поколение Бенкендорфов не проявляло никакого интереса. Во время первой русской революции крестьяне окрестных селений сожгли господский дом.

### XX век
В предреволюционные годы усадьбой владели Эмма Максимовна Банза (урождённая Вогау) и её сын от первого брака Рудольф Васильевич Герман. На их средства архитектор И. В. Рыльский возвёл в 1911—1912 годах новый деревянный усадебный дом в стиле неоклассицизма. В советское время проект по ошибке приписывался И. В. Жолтовскому, чьё имя и указано на табличке.
Одновременно с домом Банзы, возведённом на парадном дворе, было выстроено бревенчатое здание с башенкой, в духе необарокко с элементами неоклассицизма — дом Германа. Это одна из главных построек усадьбы Виноградово. Дом называется по фамилии своего последнего владельца Р. В. Германа. Центр композиции отмечен колонной террасой и двухъярусной часовой башней с волютами и куполом-вазоном. До последнего времени хорошо сохранялись интерьеры: кессонированный потолок, остекленные и филенчатые двери, паркетные полы разнообразного рисунка, кафельные печи.
Дом реставрировался в 1978—1982 годах.
До 2014 года пользователем памятника был Кардиоревматологический детский санаторий «Долгие пруды», подчиненный Минздраву Московской области. В 1994 году медучреждение заключило охранное обязательство и получило задание на проведение новых реставрационных работ. Однако работы не были начаты, а здание через некоторое время отселено и отключено от коммуникаций, его состояние начало ухудшаться. После выведения санатория еще год занял процесс переоформления прав Московской области на собственность.

### XXI век
План передачи дома в аренду по программе «Рубль за метр» к зиме 2016 года так и не был реализован. Памятник ветшает, интерьеры разграблены, частично обрушились кровля и междуэтажные перекрытия, провисают балки. В январе 2018 г. постановлением Мосгорнаследия утверждён предмет охраны ОКН «Усадьба „Виноградово“» (произведение садово-паркового искусства), в соответствии с которым, в том числе, обязательному сохранению подлежат габариты, высотные и силуэтные характеристики памятника. В 2017—2018 годах памятник оказался вблизи площадки интенсивной современной застройки. Это может привести к потере целостности и подлинности обширного усадебного и ландшафтного комплекса.
В марте 2017 года вынесен на обсуждение Акт Государственной историко-культурной экспертизы проекта зон охраны объекта культурного наследия федерального значения «„Усадьба Виноградово“, 2-я пол. XVIII-нач. XX вв.» Принят Мосгорнаследием без замечаний.

Уходящую натуру (башенка-бельведер с нарисованными часами, осыпающиеся колонны и эклектичная роскошь) эксплуатируют кинематографисты: в доме Германа что-то постоянно снимают. Потолок в доме Германа обвалился ещё в 1991 году; блогеры периодически выкладывают в интернет фотографии сугробов в интерьерах.— Forbes, 2010
В феврале 2020 года председатель Следственного комитета Александр Бастрыкин поручил провести проверку после появления в СМИ информации о бездействии чиновников в связи с разрушением усадьбы. В марте 2021 года Бастрыкин поручил доложить о результатах проверки.
В июне 2021 года башенка-бельведер с нарисованными часами на доме Германа полностью завалилась на бок. По заявлению главы департамента культурного наследия Москвы Алексея Емельянова, противоаварийные работы в усадьбе должны были начаться в июле 2021 года. В августе 2021 года произошло обрушение башни. К марту 2022 года дом Германа был подготовлен к реставрации: внутри здания установили силовой каркас, а по периметру — леса во всю высоту здания.

## Галерея
|                           |  |                                   |  |                          |
| Дом Банзы                 |  | Владимирская церковь              |  | Со стороны Долгих прудов |
| Аллея перед домом Германа |  | Дом Германа в Усадьбе Виноградово |  | Башня                    |
| Фасад                     |  | Дом Германа                       |  | Дом Германа - общий вид  |